# Déborah Ngalula
Déborah Stone Kolonga Ngalula, surnommée Kyky, née le 25 mai 2002 à Kinshasa, est une footballeuse internationale U20 de la République démocratique du Congo évoluant au poste d'ailier au Football féminin Yzeure Allier Auvergne.

## Biographie
Déborah Ngalula est septième de sa famille, entourée d'hommes, elle développe le goût du football. Son premier idole est Trésor Mputu. Elle participe à un tournoi interscolaire et impressionne la foule par ses prouesses. Repérée par un entraineur d'une équipe de filles, elle y est inscrite et c'est là que tout commence pour elle. Son public la surnomme Kyky par sa vitesse de course comme Kylian Mbappé.

### Carrière
Elle commence le football à l'âge de 11 ans à l’Union Kasaï de Tshikapa, un an après elle joue au Canon de Kananga, puis passe 3 ans au Kold Star de Mbuji-mayi. Elle revient ensuite à Kinshasa pour jouer avec l'Étoile du Matin de N’djili pendant une année, puis à la Promesse Star. En 2021, toujours à Kinshasa, elle joue avec le CSF Bikira. Elle est alors plébiscitée meilleure joueuse et buteuse avec 16 buts lors de la saison 2020-2021. Dans la même saison, elle est promue capitaine de l’équipe nationale féminine U20 des léopards de la RDC.
Déborah Ngalula rejoint Antalyaspor le 25 août 2022, et devient ainsi la première footballeuse congolaise U20 à jouer à l’étranger. Elle joue ensuite dans le championnat féminin de Lituanie, en portant le maillot du MFA Zalgiris. Elle est ensuite transférée en France au FF Yzeure Allier Auvergne au sein de la 2e division féminine,.